# Englisch-Niederländischer Krieg (1652–1654)
Dover – Plymouth – Elba – Kentish Knock – Dungeness – Portland – Livorno – Gabbard – Scheveningen

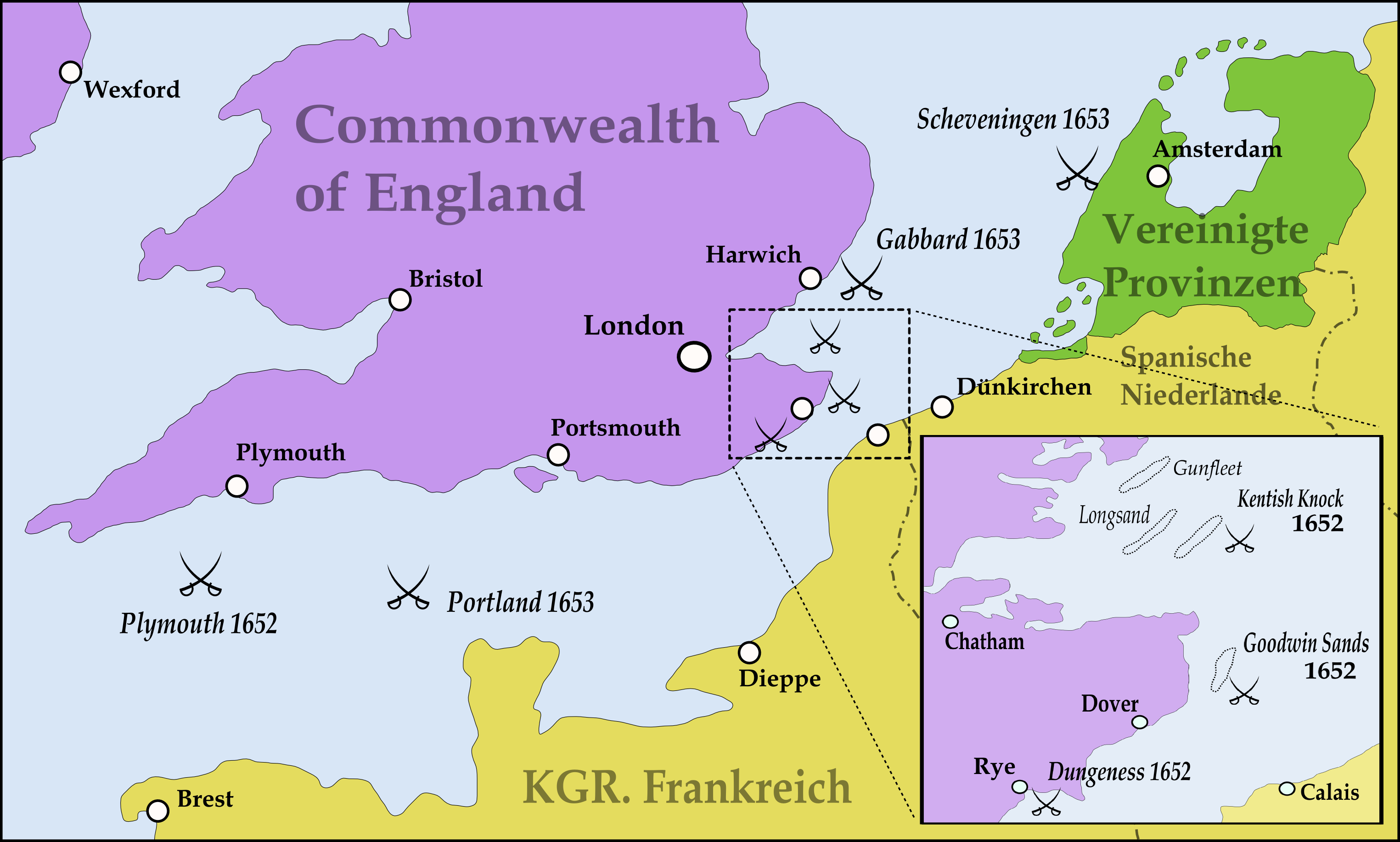
Hauptschlachten des Englisch-Niederländischen Krieges

Der Erste Englisch-Niederländische Krieg von 1652 bis 1654 wurde von den Marinestreitkräften des Commonwealth of England und denen der Vereinigten Provinzen der Niederlande auf See ausgetragen. Er war der erste von vier Englisch-Niederländischen Kriegen.
Die Ursachen lagen in Streitigkeiten über den Handel, und der Krieg begann mit Angriffen auf die Handelsschifffahrt. Schnell kam es jedoch auch zu größeren Zusammenstößen der Kriegsflotten von England und den Niederlanden. Die englische Marine konnte die Kontrolle über die Seegebiete um England gewinnen, und die Niederländer wurden gezwungen, das englische Monopol über den Handel mit den englischen Kolonien anzuerkennen.

## Vorgeschichte

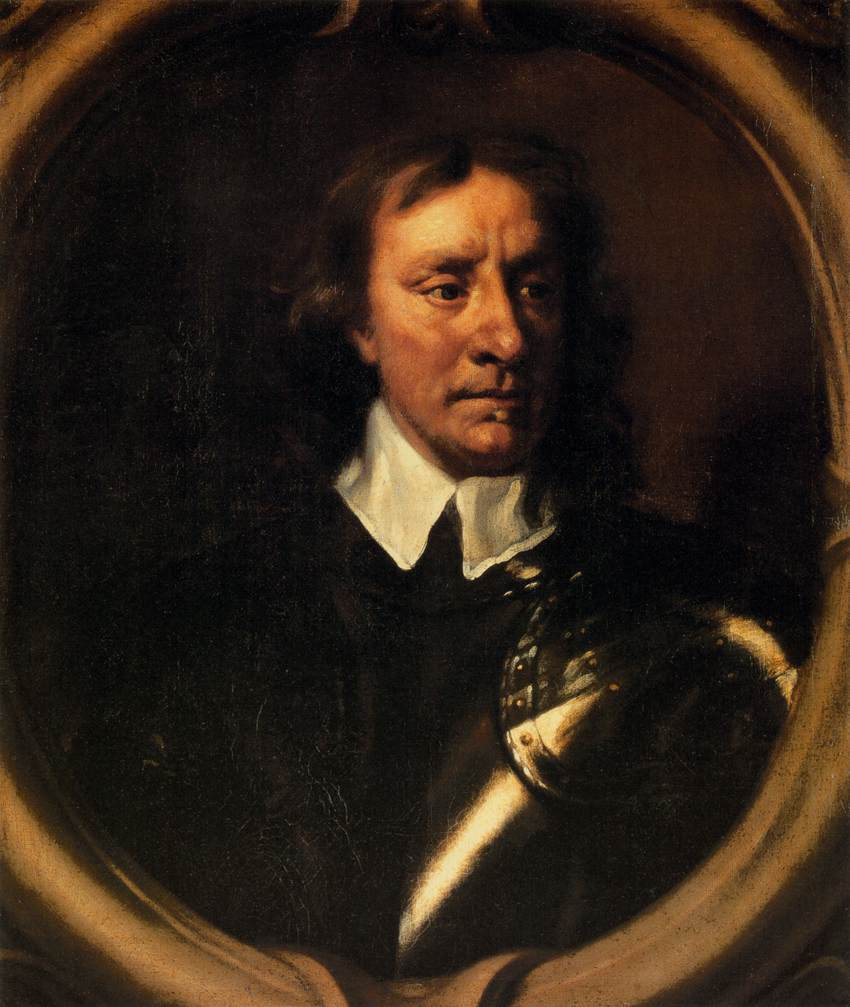
Oliver Cromwell, gemalt von Sir Peter Lely

(Hinweis: Kalenderdaten in diesem Artikel beziehen sich auf den gregorianischen Kalender, der dem damals in England verwendeten julianischen Kalender zehn Tage voraus war.)
Im 16. Jahrhundert waren England und die Niederlande enge Verbündete gegen die Machtbestrebungen der Habsburger gewesen. Sie bezwangen gemeinsam die Spanische Armada, und England unterstützte die Niederländer im Achtzigjährigen Krieg, indem es Geld und Soldaten entsandte. Es gab einen ständigen englischen Vertreter in der niederländischen Regierung, um die Zusammenarbeit bei den gemeinsamen Kriegsanstrengungen zu koordinieren. Der Zusammenbruch der spanischen Macht am Ende des Dreißigjährigen Kriegs 1648 führte jedoch dazu, dass die kolonialen Besitzungen der Portugiesen und Spanier neu verteilt wurden. Der anschließende Wettlauf im Aufbau von Imperien verwandelte die einstigen Verbündeten in Konkurrenten. Auch verdrängten die Niederländer nach ihrem Friedensschluss mit den Spaniern rasch die englischen Händler aus ihrer starken Position beim Handel mit der iberischen Halbinsel.
Zur Mitte des 17. Jahrhunderts hatten die Niederländer die bei weitem größte Handelsflotte Europas aufgestellt, mit mehr Schiffen als alle anderen Nationen zusammengenommen. Ihre Wirtschaft baute beinahe vollkommen auf dem Seehandel auf. Im europäischen Handel, besonders mit dem Baltikum, hatten sie eine Vormachtstellung errungen. Weiter hatten sie fast alle portugiesischen Besitzungen in Südostasien übernommen. Damit erlangten sie die Kontrolle über den enorm profitablen Gewürzhandel. Sie konnten sogar bedeutenden Einfluss auf den englischen Seehandel mit ihren nordamerikanischen Kolonien erlangen, als England durch das Chaos im Gefolge des Englischen Bürgerkriegs abgelenkt war. Nach dem entscheidenden niederländischen Sieg über die spanische Invasionsflotte bei der Seeschlacht bei den Downs (Battle of the Downs) 1639 verlagerte sich der weitere Krieg auf das Land. Deshalb war die niederländische Marine fortan vernachlässigt worden. Die Niederländer verfügten über viele voneinander unabhängige Admiralstäbe, die nach 1648 große Bestände ihrer Flotten verkauften, um Geld zu sparen. Um 1652 waren weniger als 50 Schiffe seetauglich, und diese Defizite mussten mit der Bewaffnung der Handelsschiffe ausgeglichen werden. Diese Handelsschiffe waren jedoch den größten englischen Kriegsschiffen erster und zweiter Klasse in der Feuerkraft weit unterlegen.
Die Marine des Commonwealth von England befand sich in besserem Zustand. Sie war siegreich aus dem englischen Bürgerkrieg hervorgegangen, unterstützte die Invasionen Oliver Cromwells in den Kriegen in Schottland und Irland und blockierte die Flotte von Prinz Ruprecht in Lissabon. Sie organisierte ein Geleitzugsystem, um ihre Handelsschiffe vor den Schwärmen von Freibeutern zu schützen, die es vor allen europäischen Häfen auf die Schiffe abgesehen hatten. Am 24. September 1650 hatte General zur See Robert Blake die portugiesische Flotte in einem heftigen Sturm bezwungen. Dabei versenkte er das Schiff eines portugiesischen Vizeadmirals und erbeutete sieben gegnerische Schiffe. Dadurch bewog er Portugal, Prinz Ruprecht nicht weiter zu schützen. Im Jahr 1651 hatte die englische Marine die Bastionen der Royalisten auf den Isles of Scilly, der Isle of Man und den Kanalinseln eingenommen. 1652 hatte General George Ayscue die englischen Kolonien in der Karibik und Nordamerika zurückgewonnen. Die englische Marine wurde durch ein Gesetz vom 10. November 1650 auf ein solides finanzielles Fundament gestellt, indem der Handelsschifffahrt eine Steuer von 15 Prozent auferlegt wurde. Die Einnahmen sollten zur Finanzierung der Seestreitkräfte verwendet werden, die die Geleitzüge schützten.

## Kriegsverlauf

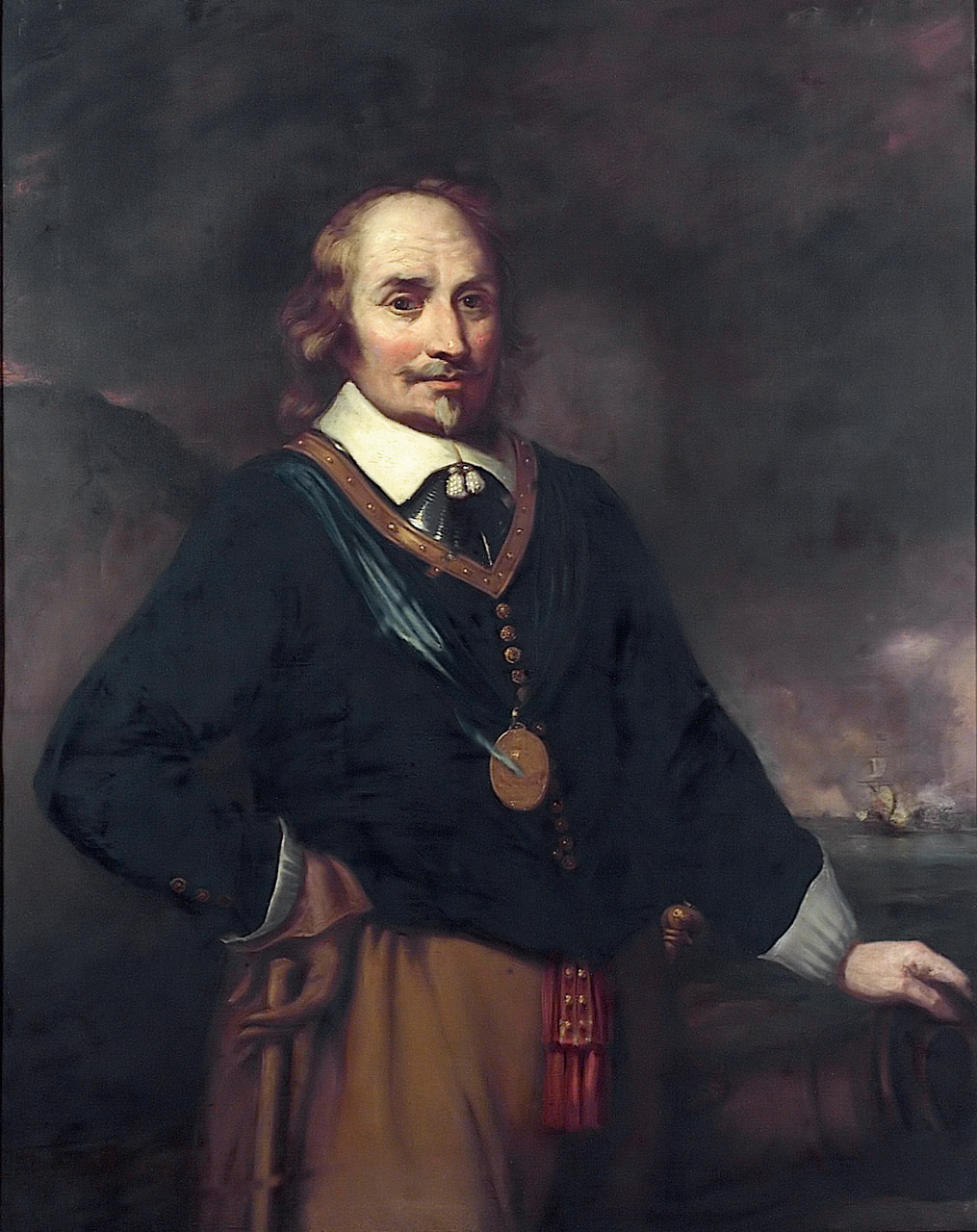
Admiral Maarten Tromp (1597–1653), gemalt von Jan Lievensz

Die französische Unterstützung für die englischen Royalisten hatte den Commonwealth dazu gebracht, Kaperbriefe (Letters of Reprisal) gegen französische Schiffe und französische Güter auf neutralen Schiffen auszustellen. Diese Briefe berechtigten dazu, neutrale Schiffe zu durchsuchen. Solche Schiffe stammten zumeist aus den Niederlanden. Das englische Parlament verabschiedete den ersten der Navigationsakte (Navigation Acts) im Oktober 1651. Es ordnete an, dass nur Schiffe aus England und dem jeweiligen Herkunftsland der Güter dieselben nach England einführen durften. Die Niederländer wurden weiter verärgert, als George Ayscue im Frühjahr 1652 27 niederländische Schiffe aufbrachte, die mit der royalistischen Kolonie Barbados handelten. Zuvor hatte der Commonwealth ein Embargo gegen die Royalisten verhängt. Zudem war durch den Tod des niederländischen Statthalters Wilhelm II. die Außenpolitik der Vereinigten Niederlande in die Hände der großen Handelsgesellschaften und der führenden Stadtregenten von Amsterdam und Rotterdam aus den Familien De Witt, Huydecoper van Maarsseveen, Lampsins, Trip, Bicker oder den De Graeff geraten. Entsprechend beschlossen die Generalstaaten am 3. März 1652, die Flotte zu vergrößern, indem 150 Handelsschiffe angeheuert und als Kriegsschiffe ausgerüstet werden sollten.
Die Nachricht dieses Beschlusses erreichte London am 12. März 1652, und der Commonwealth begann ebenfalls, sich für einen Krieg vorzubereiten. Da beide Nationen für einen Krieg noch unzureichend vorbereitet waren, hätte sich der Ausbruch des Krieges normalerweise noch hingezogen. Es kam jedoch am 29. Mai 1652 zu einem unglücklichen Aufeinandertreffen der Flotten des niederländischen Admiralleutnants Maarten Tromp und des Generals zur See Robert Blake im englischen Kanal bei Dover. Eine Anweisung Cromwells forderte von allen ausländischen Flotten in der Nordsee oder im Kanal, ihre Flaggen zum Gruß zu senken. Als sich Tromp jedoch weigerte, eröffnete Blake das Feuer. Hierdurch kam es zur kurzen Seeschlacht bei Dover. Tromp verlor zwei Schiffe, konnte jedoch seinen Konvoi in Sicherheit bringen.

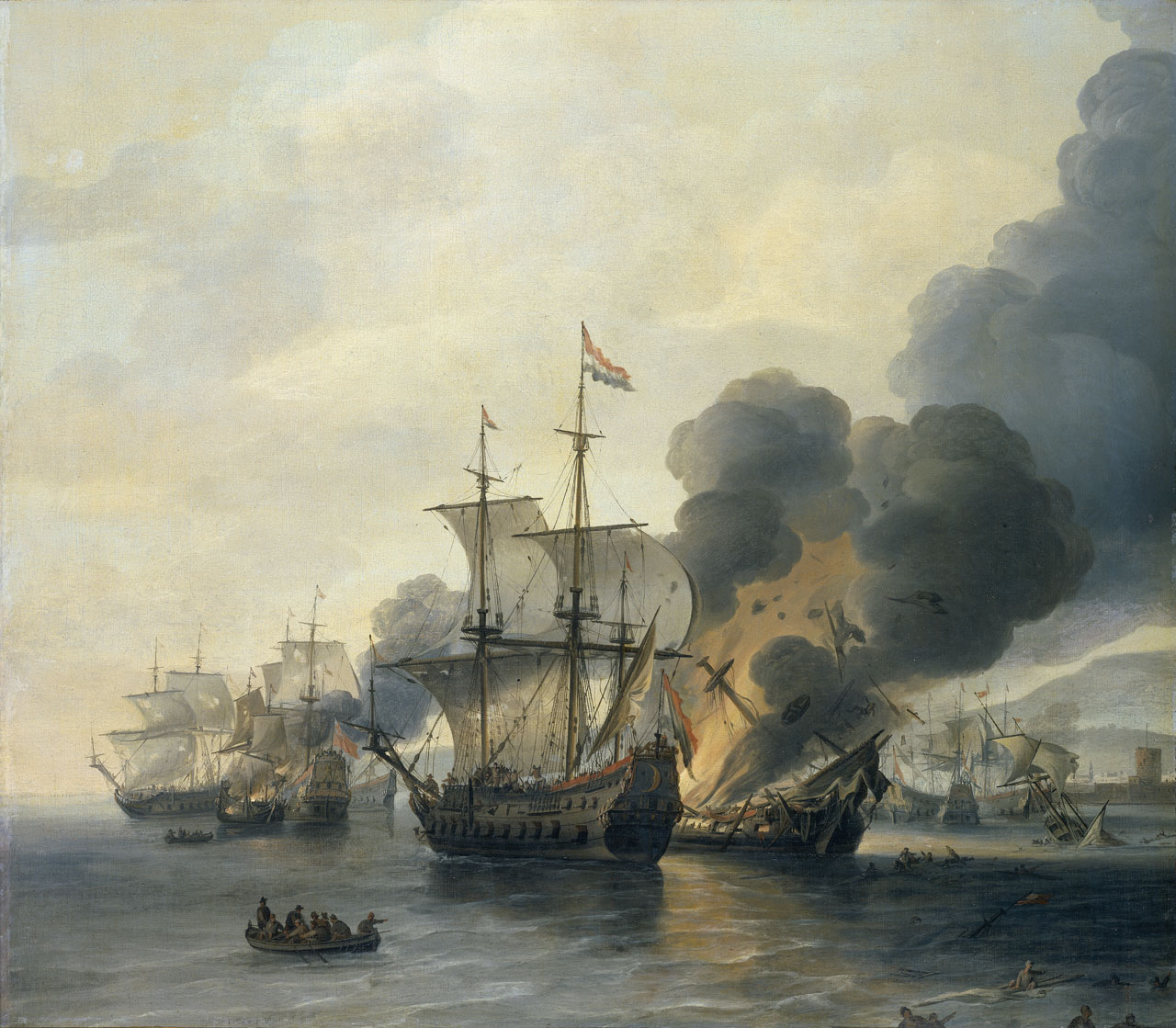
Seeschlacht bei Livorno (14. März 1653); Gemälde von Willem Hermansz van Diest

Der Krieg wurde am 10. Juli 1652 erklärt. Die Niederländer erkannten, was auf dem Spiel stand, als einer der sich verabschiedenden Gesandten sagte: „Die Engländer sind dabei, einen Berg Gold anzugreifen; wir sind dabei, einen Berg Eisen anzugreifen.“
Die ersten Monate des Krieges bestand aus englischen Angriffen auf niederländische Geleitzüge. Blake wurde mit 60 Schiffen ausgesandt, um niederländische Fischerei in der Nordsee und den Handel mit dem Baltikum zu unterbrechen. Ayscue blieb mit einer kleinen Seestreitkraft zurück, um den englischen Kanal zu schützen. Am 12. Juli 1652 fing Ayscue einen niederländischen Geleitzug ab, der aus Portugal zurückkehrte. Er konnte sieben Handelsschiffe erbeuten, drei weitere wurden versenkt. Tromp versammelte eine Flotte von 96 Schiffen, um Ayscue anzugreifen, doch ungünstige Winde von Süden verhinderten, dass er von der Nordsee in den Kanal einfahren konnte. Also wandte er sich gen Norden, um Blake zu verfolgen. Vor den Shetland-Inseln holte Tromp die englische Flotte ein, doch ein Sturm verstreute seine Schiffe, und es kam zu keinem Kampf. Am 26. August 1652 attackierte Ayscue einen auslaufenden niederländischen Geleitzug unter dem Befehl von Kommodore Michiel de Ruyter. In dieser Seeschlacht bei Plymouth wurde er jedoch zurückgeschlagen und anschließend als Kommandeur abgelöst. Im Mittelmeer gelang den Niederländern am 8. September 1652 in der Seeschlacht bei Elba ein weiterer Sieg.
Tromp war nach dem Fehlschlag bei den Shetland-Inseln ebenfalls abgelöst worden. Sein Kommando wurde an Vizeadmiral Witte de With übergeben. Die niederländischen Geleitzüge waren zeitweilig in Sicherheit, und so sah de With eine Gelegenheit, seine Kräfte zu bündeln und zu versuchen, die Kontrolle auf See zu erlangen. Bei der Seeschlacht bei Kentish Knock am 8. Oktober 1652 griffen die Niederländer die englische Flotte in der Nähe der Themsemündung an. Sie wurden jedoch mit schweren Verlusten zurückgeschlagen. Das englische Parlament glaubte schon, dass die Niederländer beinahe besiegt waren, und sandte zwanzig Schiffe ins Mittelmeer, um die Position dort zu stärken. Nach dieser Aufteilung der Flotte blieben Blake ab November nur noch 42 Kriegsschiffe, während die Niederländer alle Anstrengungen unternahmen, um ihre Flotte zu verstärken. Dies führte zu den englischen Niederlagen in der Seeschlacht bei Dungeness im Dezember gegen die Niederländer unter Tromp und der Seeschlacht bei Livorno im März 1653. Danach hatten die Niederländer die Kontrolle im Kanal, in der Nordsee und im Mittelmeer erlangt. Die englischen Schiffe lagen blockiert in den Häfen.
Trotz dieser Erfolge war die niederländische Republik schlecht auf einen Seekrieg vorbereitet. Weil es verboten war, Seeleute unter Zwang zum Kriegsdienst einzuziehen, mussten enorme Summen aufgewendet werden, um ausreichend Seeleute anzuwerben. Die Situation verschlechterte sich, als auch noch politischer Streit über die richtige Vorgehensweise ausbrach: sollte die niederländische Marine erweitert werden, oder sollten defensive Maßnahmen gegen eine Invasion an Land den Vorrang erhalten? Da sie nicht in der Lage waren, alle ihre Kolonien zu unterstützen, konnten die Portugiesen die niederländische Kolonie Niederländisch-Brasilien in Brasilien zurückerobern.
Über den Winter 1652–1653 reparierten die Engländer ihre Schiffe und analysierten die Lage. Robert Blake schrieb das Handbuch Anweisungen zum Segeln und zum Kampf („Sailing and Fighting Instructions“), eine grundlegende Erneuerung der Seekriegstaktiken. Es enthielt die erste Beschreibung der Linienschifftaktik. Im Februar 1653 waren die Engländer bereit, die Niederländer zum Kampf herauszufordern. In der dreitägigen Seeschlacht bei Portland im März und der zweitägigen Seeschlacht bei Gabbard im Juni wurden die Niederländer zurück in ihre Heimathäfen getrieben.
Die letzte Seeschlacht des Krieges war die verlustreiche Seeschlacht bei Scheveningen im August. Die Niederländer versuchten, die englische Blockade zu durchbrechen, doch nach schweren Kämpfen mit großen Schäden auf beiden Seiten zogen sich die Niederländer nach Texel zurück. Die Engländer waren aber gezwungen die Blockade abzubrechen. Tromp wurde kurz nach Beginn der Seeschlacht getötet. Dadurch wurde die Kampfmoral der Niederländer geschwächt, und Forderungen, den Krieg zu beenden, begannen sich durchzusetzen. Ähnliches geschah in England, als Oliver Cromwell das Rumpfparlament auflöste, das zuvor vehement für den Krieg eingetreten war.

## Folgen
Die Friedensverhandlungen endeten am 8. Mai 1654 mit der Unterzeichnung des Vertrags von Westminster, in dem die Niederländer das Commonwealth anerkannten und zustimmten, die Navigation Acts künftig zu respektieren. Der Vertrag hatte einen geheimen Anhang, den Act of Exclusion, in dem den Niederländern auf immer verboten wurde, den Sohn des verstorbenen Statthalters, den späteren Wilhelm III. von England, jemals die Nachfolge seines Vaters antreten zu lassen. Tatsächlich wurde diese Klausel auf Wunsch der führenden niederländischen Clique um Johan de Witt und Cornelis de Graeff eingeführt, welche beide überzeugte Republikaner waren. Die Handelsstreitigkeiten der beiden Nationen waren mit diesem Friedensschluss jedoch nicht beigelegt. Besonders in den ausgedehnten Überseekolonien setzten sich die Feindseligkeiten zwischen den englischen und niederländischen Handelsgesellschaften fort, die selbst über Truppen und Kriegsschiffe verfügten. Die Niederländer legten ein größeres Schiffbauprogramm auf, um ihren Nachteil bei den Linienschiffen auszugleichen, den sie bei den Seeschlachten von Kentish Knock, Gabbard und Scheveningen zu spüren bekommen hatten. Den Admiralstäben wurde nun durch Gesetz verboten, die 60 neuen Schiffe zu verkaufen. Der zweite englisch-niederländische Seekrieg zog herauf, der für die Niederländer weit günstiger verlaufen sollte.